# Un grande sole
Un grande sole è il secondo singolo estratto dall'album Combo di Giuliano Palma & the Bluebeaters pubblicato il 6 novembre 2009 per la Universal e vede la collaborazione di Samuel Romano, frontman dei Subsonica.
Sia il testo che le musiche sono inedite e sono state composte da Fabio Merigo, Samuel Romano e Giuliano Palma.